# Liuva I.
Liuva I. nebo Leova I. (? – 571/572? Narbonne) byl vizigótským králem v Hispánii a Septimánii od roku 568 do roku 572.

## Život
Po Athanagildově smrti zůstal trůn pět měsíců neobsazený. Poté byl zvolen králem Liuva I., který byl před tím pravděpodobně narbonnským duxem. Mezi tím se v Septimánii schylovalo ke konfliktu. Franští králové Sigibert I. a Guntram vyslali vojenskou výpravu k pohraničnímu městu Arlés. Guntram město obklíčil a dobyl. Pod vlivem této události Liuva nabídl spoluvládu svému mladšímu bratru Leovigildovi (rok 569), aby se mohl osobně věnovat ochraně hranice Septimánie (ponechal si nadvládu nad provinciemi Narbonensis a Tarraconensis) a odrazit invazi Franků. Leovigild panoval ve zbytku Hispánie. Jeho úkolem bylo obnovit pořádek v krajích, které se v období předchozí občanské války, Athanagildovy vlády a pětiměsíčního bezvládí, začaly vymykat z dosahu vizigótské moci. Dále se měl pokusit dobýt alespoň část území na jihu, které bylo pod nadvládou Východořímské říše.
V době panování vizigótských králů bylo toto opatření bez historického precedentu. Navíc položilo základy k sjednocování říše. Krátce na to se Leovigild oženil s Goiswinthou, vdovou po králi Athanagildovi, čímž velmi posílil svoji pozici. Snaha obou králů byla víceméně úspěšná. Invaze Franků byla odražena a na jihu se Leovigildovi podařilo vzbouřené území podřídit a udržet vůči útokům ze strany Řeků. Pouze část severu trpěla nadále útoky Basků, Kantabrijců a Astuřanů.
Kronikář té doby, Jan z Biclara napsal: „Hispania ulterior, není v rukou vizigótských úředníků, ale podléhá Východořímské říši, zatímco města na severu jako Oviedo, León, Palencia, Zamora, Ciudad Rodrigo, atd. ... jsou nezávislá, a řídí se rozkazy guvernérů z řad k Hispanořímské šlechty.“
I přes válečný stav Liuva I. navázal obchodní a kulturní vztahy s Východořímskou říší a celou středomořskou oblastí, čímž podpořil vzrůst (předchozími událostmi značně špatného) ekonomického potenciálu říše. Po krátké vládě zemřel ve svém loži roku 572. Jeho nástupcem se stal Leovigild, sjednotitel říše.

## Změna jazyka
Do této doby Vizigóti používali původní germánský jazyk, ale někdy tomto období začali používat jazyk latinský, kterým mluvila většina obyvatel v Hispánii, a ze kterého se později vyvinula španělština, portugalština a katalánština.